# 돌산초등학교 대신분교
돌산초등학교 대신분교는 전라남도 여수시 돌산읍 돌산로 958 (신복리)에 있었던 공립 초등학교이다.

## 연혁
- 1970년 3월 1일 돌산국민학교 대신분교장 개교
- 1971년 3월 12일 대신국민학교로 승격
- 1983년 3월 1일 병설유치원 개원
- 1996년 3월 1일 대신초등학교로 개칭
- 1999년 9월 1일 돌산초등학교 대신분교장 격하
- 2005년 3월 1일 폐교